# Live at Carnegie Hall (Renaissance)
Live at Carnegie Hall è un doppio album live dei Renaissance, pubblicato dalla BTM Records nel 1976. I brani furono registrati dal vivo il 20, 21 e 22 giugno 1975 al Carnegie Hall di New York City, New York (Stati Uniti).

## Tracce
Lato A
1. Prologue – 7:35 (Michael Dunford)
2. Ocean Gypsy – 7:55 (Michael Dunford, Betty Thatcher)
3. Can You Understand – 10:20 (Michael Dunford, Betty Thatcher)

Lato B
1. Carpet of the Sun – 4:15 (Michael Dunford, Betty Thatcher)
2. Running Hard – 9:43 (Michael Dunford, Betty Thatcher)
3. Mother Russia – 10:48 (Michael Dunford, Betty Thatcher)

Lato C
1. Song of Scheherazade – 28:50

Lato D
1. Ashes Are Burning – 23:50 (Michael Dunford, Betty Thatcher)

## Musicisti
- John Tout - tastiera, voce
- Annie Haslam - voce solista
- Jon Camp - basso, basso a pedale, voce
- Terrence Sullivan - batteria, percussioni, voce
- Michael Dunford - chitarra acustica, voce
- Tony Cox - conduttore orchestra
- New York Philharmonic Orchestra[4]